# Carlos Aedo
Carlos Aedo Pérez (1960) es un botánico español que desarrolla su actividad científica en el Real Jardín Botánico de Madrid, CSIC, España.
Se licenció en Biología en la Universidad de Oviedo, doctorándose en la Universidad de Salamanca en 1994.
De 1985 a 1991 fue consultor independiente. En 1992 entra a trabajar en el Real Jardín Botánico de Madrid, primero como contratado del "Proyecto Flora Ibérica", y desde 1998 Investigador Científico.
Es especialista en taxonomía de plantas vasculares de Europa y del Mediterráneo: Maloideae (Sorbus, Pyrus, Crataegus) y Geraniaceae (Geranium, Erodium). Últimamente interesado en florística paleotrópical de Guinea Ecuatorial.

## Algunas publicaciones
Ha publicado, a 2007, 70 artículos en revistas científicas y 21 libros o capítulos de libro.

### Libros
- -----------, Carlos Aedo Pérez. 1996. Revision of Geranium subgenus Erodioidea (Geraniaceae). Volumen 49 de Systematic botany monographs. Ed. American Society of Plant Taxonomists. 104 pp. ISBN 0912861495

- -----------, María Teresa Tellería, Mauricio Velayos, Teresa Almaraz. 1999. Bases documentales para la flora de Guinea Ecuatorial: plantas vasculares y hongos. Ed. Consejo Superior de Investigaciones Científicas, Real Jardín Botánico. 414 pp.

- 2001. Botánica y botánicos en Guinea Ecuatorial. Ed. Real Jardín Botánico. 257 pp. ISBN 8493226939

- 2005. Flora Iberica: plantas vasculares de la Península Ibérica e Islas Baleares. Smilacaceae-Orchidaceae. Flora Iberica: Plantas vasculares de la península ibérica e Islas Baleares. Smilacaceae-Orchidaceae. Ed. Real Jardín Botánico. 366 pp. ISBN 8400083059

- -----------, Francisco Cabezas, Manuel de la Estrella, Mauricio Velayos. 2008. Psilotaceae-Vittariaceae. Volumen 1 de Flora de Guinea Ecuatorial. Ed. CSIC. 381 pp. ISBN 840008702X

- La abreviatura «Aedo» se emplea para indicar a Carlos Aedo como autoridad en la descripción y clasificación científica de los vegetales.[2]